# Mámoa de Chan da Arquiña
Le Mámoa de Chan da Arquiña est un dolmen situé dans la paroisse de San Pedro de Domaio de la commune de Moaña, dans la province de Pontevedra, en Galice.
Le mot Mámoa (es) est utilisé dans le nord-ouest de la péninsule ibérique pour désigner les tumulus funéraires caractéristiques du Néolithique.

## Description
Ce site mégalithique, vieux d'environ 5 000 ans, est constitué d'un tumulus de près de 30 m de diamètre dans lequel se trouvait la chambre funéraire et son couloir d'entrée. Il es constitué de 11 orthostates formant la chambre polygonale recouvert d'une immense dalle de couverture et de 5 orthostates pour le couloir recouvert de 4 dalles.
Il a été fouillé et restauré dans les années 1950 par Ramón Sobrino Lorenzo-Ruza (ga), qui a découvert un mobilier conséquent et de grande qualité outils en pierre et restes de céramique), actuellement conservé et partiellement exposé au Musée de Pontevedra.
Le lieu où il se trouve est une zone plate au pied du phare de Domaio, peuplée d'un agréable bosquet de châtaigniers. Ce fait et sa restauration soignée en font un monument mégalithique privilégié à visiter par le grand public.
Il a été déclaré Bien d'intérêt culturel en 2011.

## Galerie

Chan da Arquiña
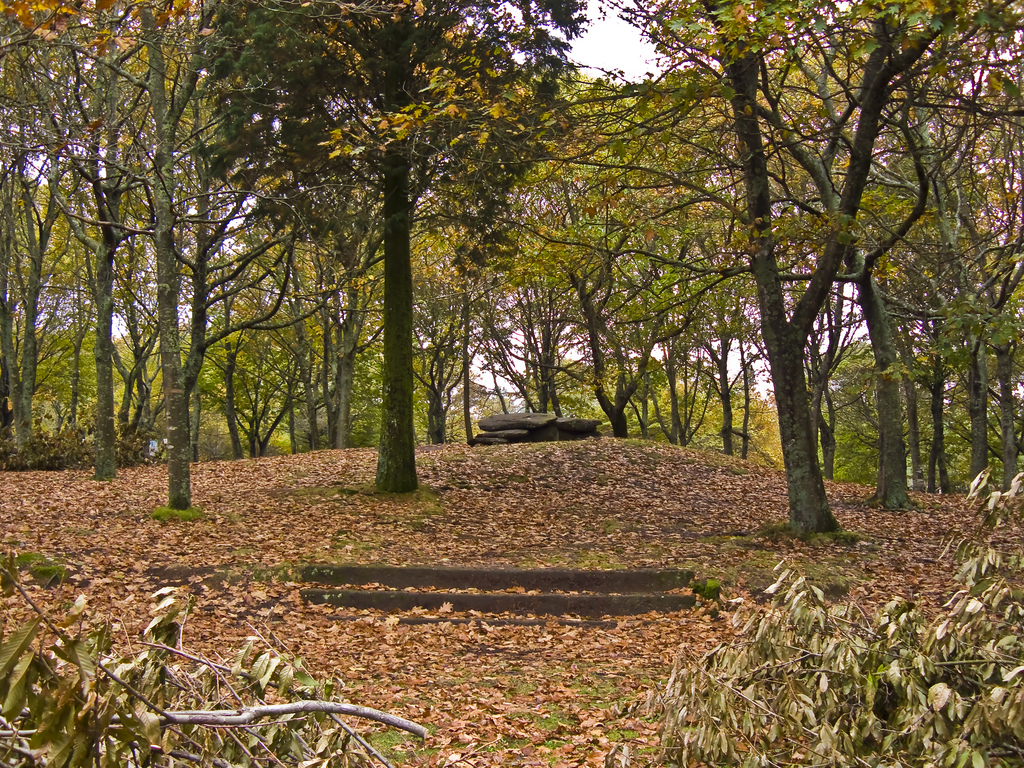
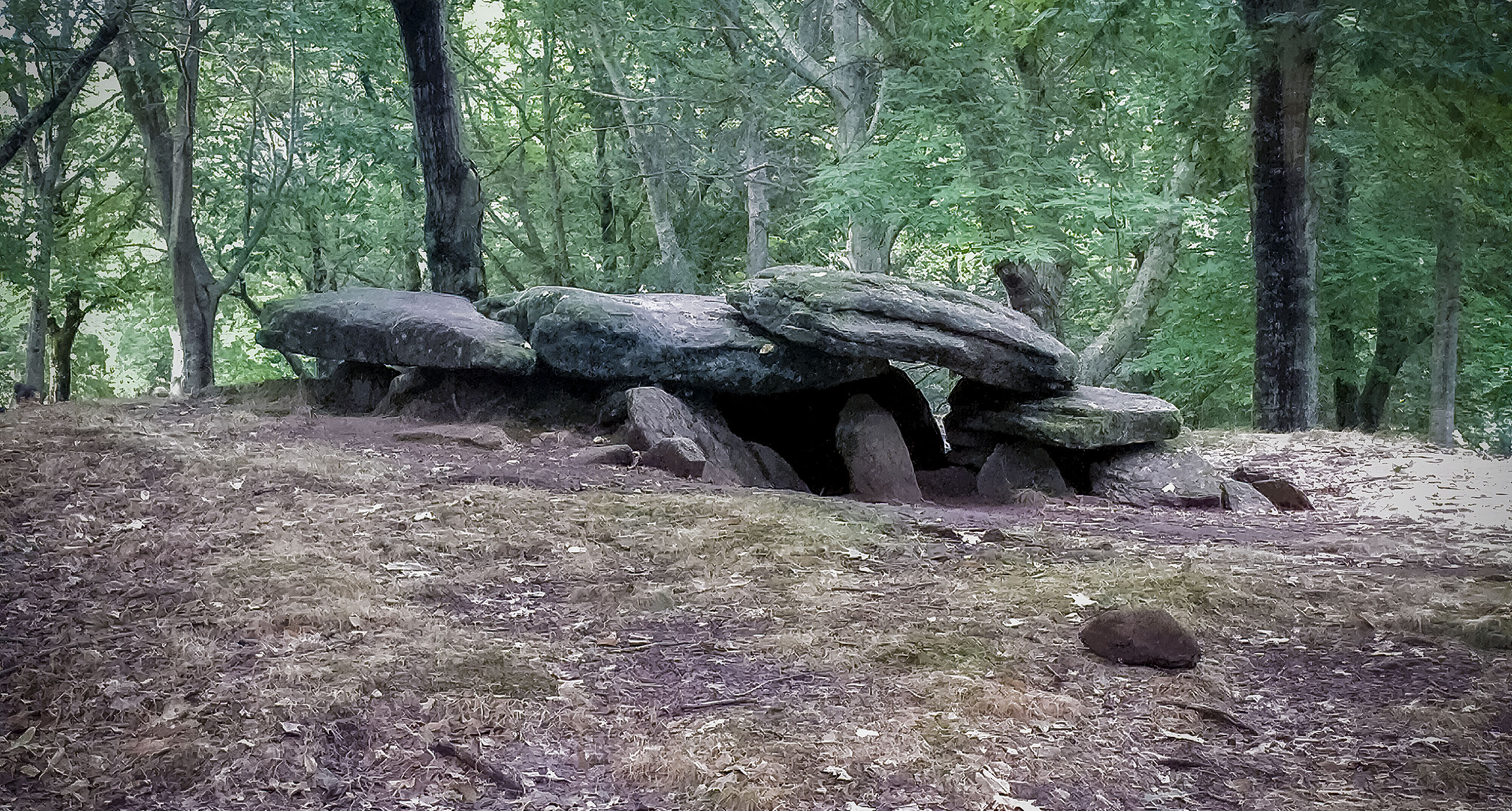

### Liens connexes
- Liste des sites mégalithiques en Galice